# NGC 2599
NGC 2599 (również PGC 23941 lub UGC 4458) – galaktyka spiralna (Sa), znajdująca się w gwiazdozbiorze Raka. Odkrył ją William Herschel 16 listopada 1784 roku.
W galaktyce tej zaobserwowano supernową SN 1965P.